# 1440
1440. је била проста година.

## Догађаји

### Фебруар
- 21. фебруар — Основана Пруска Конфедерација.

### Јул
- 17. јул — Пољски краљ Владислав III Јагелонац крунисан за краља Угарске као Владислав I у Стоном Београду.

### Датум непознат
- Википедија:Непознат датум — Мурат II опседа Београд. Град је знатно оштећен, али бранитељи употребом артиљерије спречавају Турке да га освоје.

## Смрти
- 20. март — Сигисмунд I Литвански